# Задача Ямабе
Задача Ямабе — питання про існування на даному многовиді ріманової метрики з постійною скалярною кривиною. Названа на честь Ямабе, який опублікував розв'язок у 1960 році. У 1968 році Трудінгер виявив помилку в доведенні. У 1984 році Трудінгер, Обен і Шен опублікували повний розв'язок.